# Égerszög
Égerszög este un sat în districtul Edelény, județul Borsod-Abaúj-Zemplén, Ungaria, având o populație de 54 de locuitori (2011). 

## Demografie
Componența etnică a satului Égerszög
     Maghiari (100%)
Componența confesională a satului Égerszög
     Reformați (75,93%)
     Necunoscută (24,07%)
Conform recensământului din 2011, satul Égerszög avea 54 de locuitori. Din punct de vedere etnic, majoritatea locuitorilor (100,0%) erau maghiari.  Din punct de vedere confesional, majoritatea locuitorilor (75,93%) erau reformați. Pentru 24,07% din locuitori nu este cunoscută apartenența confesională.